# オズワルト・ノボア
オズワルト・ノボア（Oswaldo Novoa Mora、1982年2月2日 - ）は、メキシコのプロボクサー。ハリスコ州グアダラハラ出身。元WBC世界ミニマム級王者。

## 来歴

### ライトフライ級
2010年3月19日、ハリスコ州グアダラハラでアレハンドロ・ゴンサレス・ジュニアとの間で行われたデビュー戦は、4回引分だった。
2010年12月3日、ハリスコ州グアダラハラでビセンテ・エルナンデスとメキシコハリスコ州ライトフライ級王座決定戦を行い、9回1分59秒TKO勝ちで王座獲得に成功した。
2011年1月21日、ホセ・アルグメドと対戦し、プロ初黒星となる10回0-2（1者が95-95、2者が94-96）の判定負け。1者が95-95）の判定負けを喫した。
2011年5月27日、タマウリパス州リオ・ブラボーでヘスス・シルベストレと対戦するも、8回0-2の判定負けを喫し2連敗となった。
2012年10月5日、ハリスコ州グアダラハラでホセ・アルフレド・スニガと対戦し、12回3-0の判定勝ちを収めFECOMBOXライトフライ級王座を獲得した。
2012年11月3日、ミチョアカン州サモラ・デ・イダルゴでのアリエル・グスマンとの対戦で2回にダウンを奪うも4回にノボアもダウンを奪われる打撃戦になった。最後は7回にダウンを追加し7回1分21秒KO勝ち。

### ミニマム級
2013年3月2日、タマウリパス州リオ・ブラボーでハビエル・マルチネスと対戦し4回2分7秒TKO勝ちを収めた。
2014年2月5日、中華人民共和国海口市の海口体育館でWBC世界ミニマム級王者の熊朝忠と対戦し、5回2分36秒TKO勝ちを収め王座獲得に成功した。
2014年6月28日、イダルゴ州エパソユカンのセントロ・デ・エスペクタクロスでアルシデス・マルティネスと対戦し、9回TKO勝ちを収め初防衛に成功した。
2014年11月6日、タイのチョンブリー県で世界ミニマム級1位のワンヒン・ミナヨーティンと対戦するが、ノボアが9回終了時に棄権した為TKO負けを喫し2度目の防衛に失敗、王座から陥落した。

### フライ級
2015年7月25日、シナロア州ロスモチスのポリデポリティーボ・センテナリオで元世界2階級制覇王者モイセス・フェンテスとNABO北米フライ級王座決定戦を行い、6回1分1秒TKO負けを喫し王座獲得に失敗した。

## 獲得タイトル
- メキシコハリスコ州ライトフライ級王座
- FECOMBOXライトフライ級王座
- WBC世界ミニマム級王座(防衛1)